# František Konvička
František Konvička (Okříšky, 11 agosto 1939) è un ex cestista e allenatore di pallacanestro cecoslovacco.

## Carriera
Con la Cecoslovacchia ha disputato i Giochi olimpici di Roma 1960 e sei edizioni dei Campionati europei (1959, 1961, 1963, 1965, 1967, 1969). Dopo la sua carriera da giocatore, Konvička ha lavorato come allenatore di pallacanestro.

## Palmarès

### Giocatore
- Campionato cecoslovacco: 6

Spartak ZJŠ Brno: 1957-58, 1961-62, 1962-63, 1963-64, 1966-67, 1967-68

### Allenatore
- Campionato cecoslovacco: 3

Spartak ZJŠ Brno: 1975-76, 1976-77, 1977-78